# Panamá (Goiás)
Panamá é um município brasileiro do interior do estado de Goiás. Localiza-se a uma latitude 18º10'36" sul e a uma longitude 49º21'15" oeste, estando a uma altitude de 733 metros. Sua população, estimada em 2020 pelo Instituto Brasileiro de Geografia e Estatística (IBGE), era de 2 603 habitantes. Possui uma área de 433,759 km².

## Geografia

### Rodovias
- BR-153
- Por fazer parte de um pico alto, geralmente possui temperaturas amenas.

## Administração
- Prefeito: Zé Wiliam (2021/2024)
- Vice-prefeito: Fernando Ribeiro (2021/2024)
- Presidente da câmara: Antônio Martins Custódio